# Station Gan
Station Gan is een spoorweghalte in de Franse gemeente Gan.